# Göte Kjellberg
Göte Kjellberg (ur. 16 sierpnia 1926) – szwedzki lekkoatleta, sprinter, medalista mistrzostw Europy z 1950.
Zdobył brązowy medal w sztafecie 4 × 100 metrów na mistrzostwach Europy w 1950 w Brukseli. Sztafeta szwedzka biegła w zestawieniu: Kjellberg, Leif Christersson, Stig Danielsson i Hans Rydén.
Był mistrzem Szwecji w sztafecie 4 × 100 metrów w latach 1950–1954.